# Artyomovsk Winery
Pour les articles homonymes, voir Champagne.
Artyomovsk Winery ou Artwinery (en russe : Артвайнері) est une entreprise de fabrication de vin effervescent sise à Bakhmout en Ukraine.
Après la fin de la période soviétique et de l'URSS, l'entreprise a du modifier son appellation Champagne soviétique du fait de l'existence d'une   
appellation d'origine contrôlée.

## Histoire
La fabrication se réalise sous terre dans une ancienne mine de gypse.

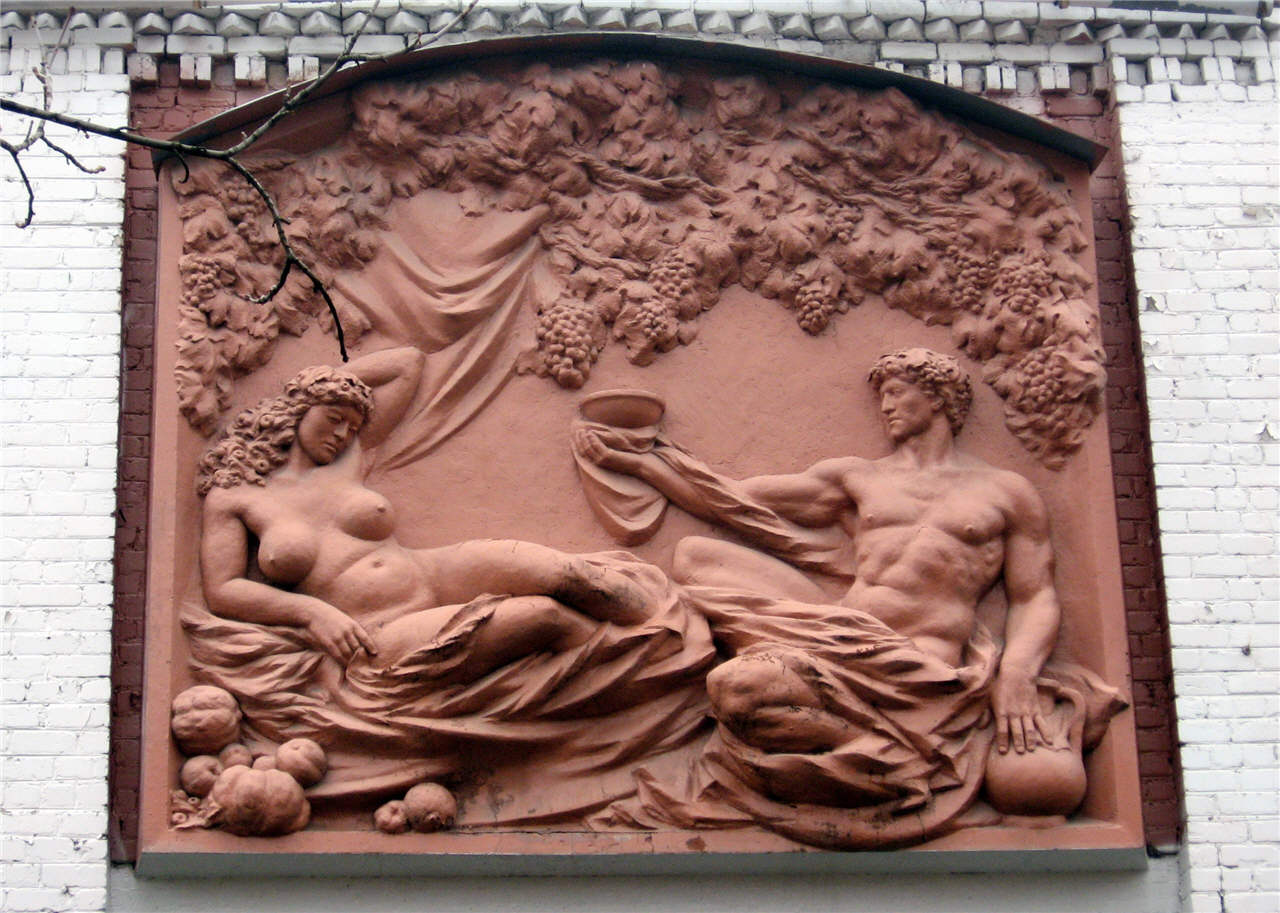
Présentation mythologique.
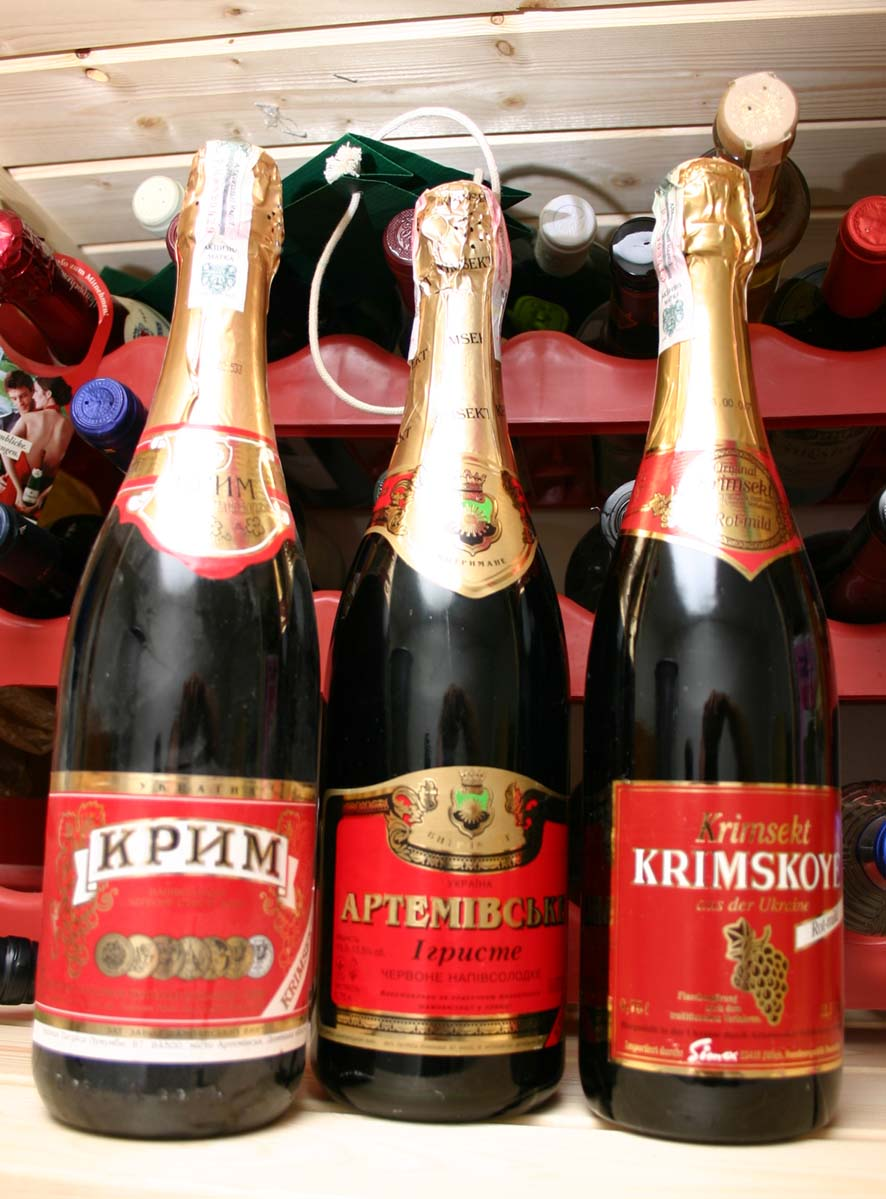
Produit fini.
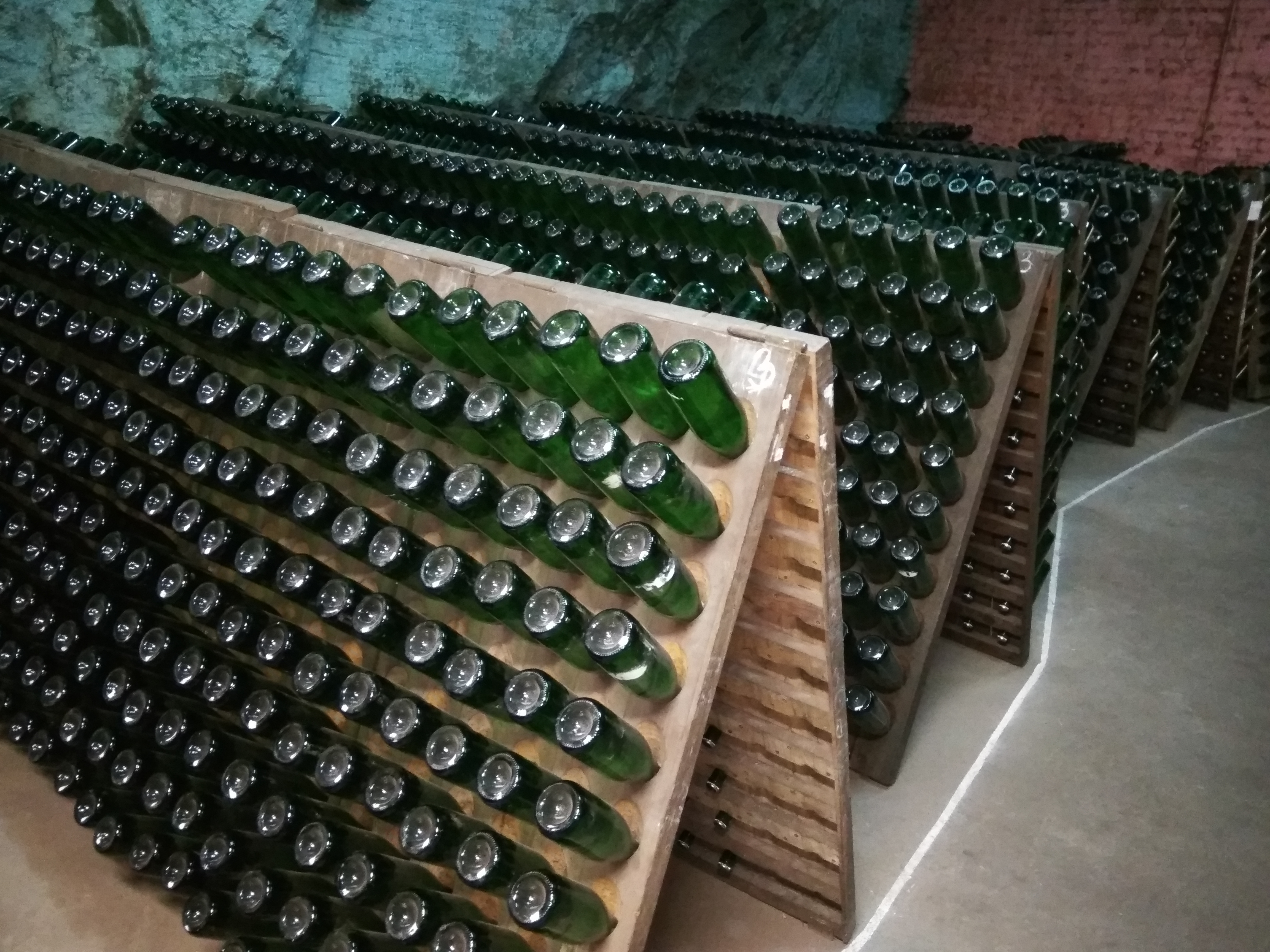
Par
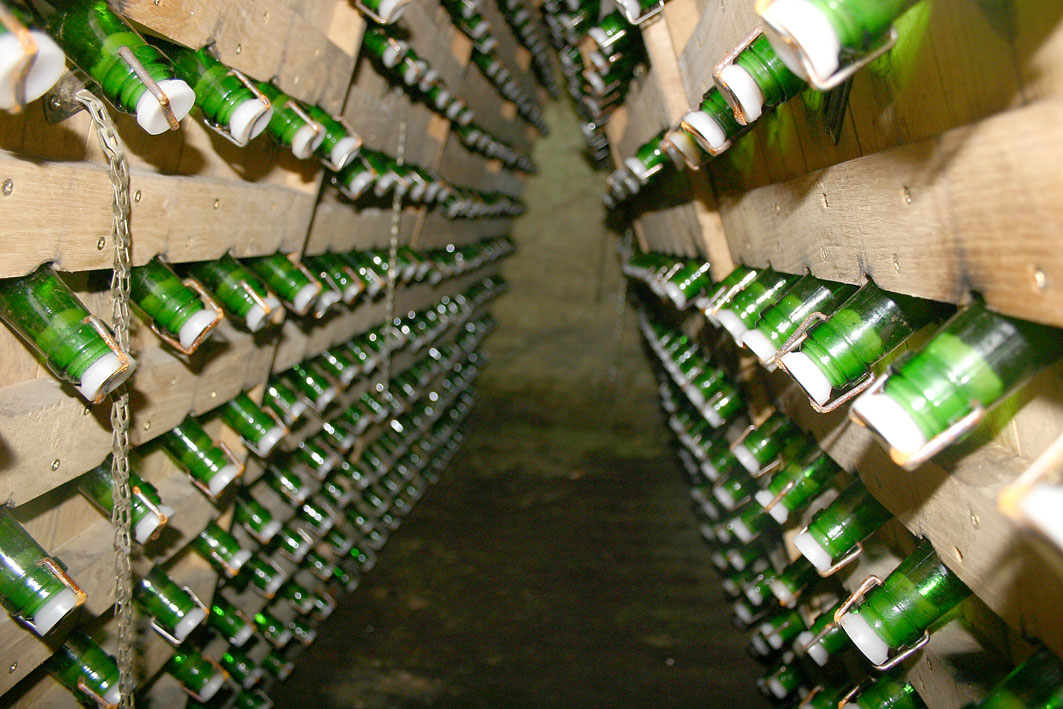
la méthode
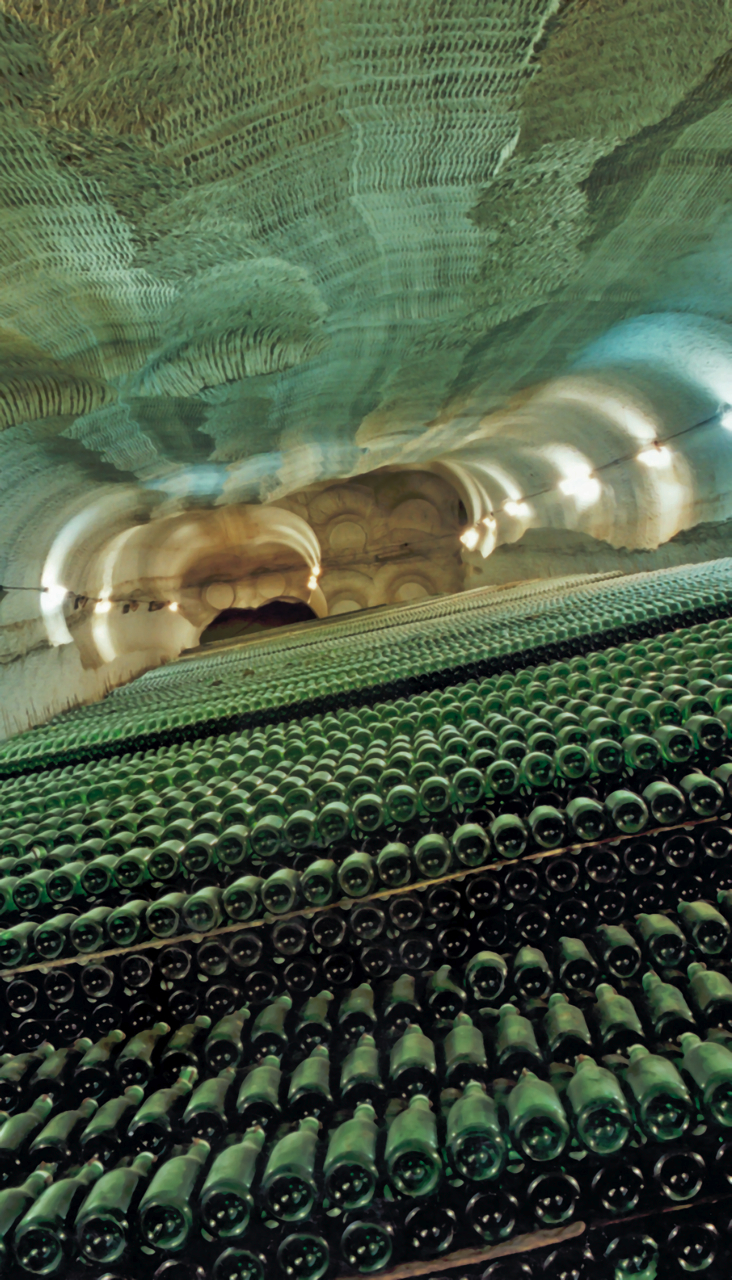
champenoise.